# Тачка кључања
Тачка кључања је температура на којој, под датим условима, течност испарава по целој запремини. Мало стручније речено, тачка кључања је температура на којој се напон паре течности изједначава са спољашњим притиском. Наиме, течност је увек у равнотежи са својом гасном фазом (паром), дакле, течност увек испарава, али на тачки кључања до испаравања долази из целе запремине. Тачка кључања директно зависи од спољашњег притиска. На датом притиску, карактеристична је за сваку супстанцу.
Тачка кључања течности варира у зависности од притиска околине. Течност у делимичном вакууму има нижу тачку кључања него када је та течност под атмосферским притиском. Течност под високим притиском има већу тачку кључања него када је та течност под атмосферским притиском. На пример, вода кључа на 100 °C (212 °F) на нивоу мора, али на 93,4 °C (200,1 °F) на 1.905 m (6.250 ft) надморске висине. За одређени притисак различите течности ће кључати на различитим температурама.
Нормална тачка кључања течности (која се такође назива тачка атмосферског кључања или тачка кључања при атмосферском притиску) посебан је случај у коме је притисак паре течности једнак дефинисаном атмосферском притиску на нивоу мора, једној атмосфери. На тој температури, притисак паре течности постаје довољан да савлада атмосферски притисак и омогући стварање мехурића паре унутар масе течности. Стандардна тачка кључања је дефинисана према -у од 1982. године као температура на којој долази до кључања под притиском од једног бара.
Код идеалних смеша (које се ретко срећу) тачка кључања је пропорционална саставу и у пари концентрација испарљивије компоненте је већа него у течној фази. То је принцип на којем се заснива фракциона дестилација где се течности раздвајају на основу разлике у тачки кључања. Тако се пече и ракија - етанол је испарљивији од воде и у дестилату је концентрација алкохола већа него у првобитној смеши. Често смеше течности одређеног састава, имају нижу тачку кључања него чисте компоненте. То су атеотропне смеше које дестилују без промене састава, т. ј, састав паре је исти као и састав течности. Познати пример је смеша етанола (95%) и воде (5%). Ма колико пута била дестилисана смеша воде и алкохола, концентрација алкохола у дестилату не може да пређе 95%, јер та смеша кључа на нижој температури од чистог алкохола. Апсолутни алкохол т. ј, 100% етанол добија се дестилацијом из тернарних смеша или неким другим физичкохемијским методама. Зависност тачке кључања од притиска врло се често користи у индустрији у разним процесима а у домаћинству за брже кување хране у тзв. 'претис' лонцу. У том лонцу тег на поклопцу одржава притисак нешто изнад атмосферског чиме се повећава тачка кључања воде, дакле, подигне се температура у лонцу. На повишеној температури хемијске реакције се брже одвијају те отуда и јело у том лонцу брже скува.
Под одређеним условима супстанце директно прелазе из чврстог стања у гасовито и ова појава се назива сублимација.

## Температура и притисак засићења
Засићена течност садржи онолико топлотне енергије колико је могуће без кључања (или обратно, засићена пара садржи онолико топлотне енергије колико је могуће и без кондензације).
Температура засићења представља тачку кључања. Температура засићења је температура кореспондирајућег притиска засићења при којој течност кључањем прелази у своју парну фазу. Може се рећи да је течност засићена топлотном енергијом. Свако даље додавање топлотне енергије резултира фазним прелазом.
Ако притисак у систему остане константан (изобарски), пара при температури засићења ће почети да се кондензује у своју течну фазу како се топлотна енергија (топлота) уклања. Слично томе, течност на температури и притиску засићења ће ући у своју парну фазу како се уведе додатна топлотна енергија.
Тачка кључања одговара температури на којој је притисак паре течности једнак притиску околине. Дакле, тачка кључања зависи од притиска. Тачке кључања се може објавити за стандардни притисак према НИСТ-у од 101,325  (или 1 atm) или  стандардни притисак од 100,000 kPa. На већим надморским висинама, где је атмосферски притисак много нижи, тачка кључања такође је нижа. Тачка кључања се повећава са повећаним притиском до критичне тачке, где својства гаса и течности постају идентична. Тачка кључања се не може повећати изнад критичне тачке. Исто тако, тачка кључања опада са опадајућим притиском док се не досегне тројна тачка. Тачка кључања се не може смањити испод тројне тачке.
Ако су позната топлота испаравања и притисак паре течности на одређеној температури, тачка кључања се може израчунати коришћењем Клаузијус-Клаперонове једначине, према којој је:
{\displaystyle T_{\text{B}}=\left({\frac {1}{T_{0}}}-{\frac {R\,\ln {\frac {P}{P_{0}}}}{\Delta H_{\text{vap}}}}\right)^{-1},}
где је:
{\displaystyle T_{B}}, тачка кључања под датим притиском,
{\displaystyle R}, универзална гасна константа,
{\displaystyle P}, напон паре течности на датом притиску,
{\displaystyle P_{0}}, притисак при коме је кореспондирајућа {\displaystyle T_{0}} позната (обично су подаци познати за 1  или 100 ),
{\displaystyle \Delta H_{\text{vap}}}, топлота испаравања течности,
{\displaystyle T_{0}}, температура кључања,
{\displaystyle \ln }, природни логаритам.
Притисак засићења је притисак за дату температуру засићења при којој течност прелази у своју парну фазу. Притисак и температура засићења имају директан однос: како се притисак засићења повећава, тако расте и температура засићења.
Ако температура у систему остане константна (изотермски систем), пара под притиском и температуром засићења ће почети да се кондензује у своју течну фазу како системски притисак расте. Слично томе, течност при притиску и температури засићења ће прелазити у парну фазу док се системски притисак смањује.
Постоје две конвенције у погледу стандардне тачке кључања воде: Нормална тачка кључања је 99,97 °C (211,9 °F) при притиску од 1 atm (тј. 101,325 kPa). IUPAC препоручује примену стандардне тачке кључања воде при стандардном притиску од 100 kPa (1 bar) која је 99,61 °C (211,3 °F). Поређења ради, на врху Монт Евереста, на висини од 8.848 m (29.029 ft), притисак је око 34 kPa (255 Torr), а тачка кључања воде је 71 °C (160 °F). Целзијусова температурна скала је дефинисана до 1954. године помоћу две тачке: 0 °C је дефинисано тачком смрзавања воде и 100 °C је дефинисано тачком кључања воде при стандардном атмосферском притиску.

## Испаравање
Испаравање је прелаз материје из течног у гасовито агрегатно стање. Према кинетичко-молекуларној теорији топлоте, течност испарава када њени молекули загрејавањем поприме довољно енергије да надвладају кохезионе силе унутар течности и притисак над њеном површином. Разликује се испаравање врењем и испаравањем. Течност испарава врењем када се притисак паре у течности изједначи с укупним притиском над течношћу. Температура при којој течност ври назива се врелиштем. Повећавањем притиска над течношћу врелиште расте, а смањењем притиска опада. Течност прелази у пару испаравањем када је притисак паре у течности већи од парцијалног притиска те паре над течношћу, а мањи од укупног притиска над течношћу; течност, дакле, испарава при температури нижој од врелишта.
Једна од најстаријих примена испаравања је добивање соли из морске воде. У процесној се техници под испаравањем разуме технолошка операција којом се у испаривачу део растварача врењем преводи у гасовито (парно) стање како би се повећала концентрација раствора (упаравање), на пример при производњи шећера, различитих соли, вештачких ђубрива и другог. Раствор се загрејава у делу испаривача који се назива загревном комором, а пара растварача, која се назива супара, излази из раствора у парни простор испаривача. Данас се углавном користе цевни испаривачи, у којима раствор природно или присилно циркулише кроз вруће цеви и упарава се уз врење или се упарава у танком слоју на зидовима цеви. Упаривачи се најчешће загрејавају свежом воденом паром (једноструко искориштавање топлоте уз сталан притисак) или, ако су упаривачи међусобно повезани у низ, супаром из претходног испаривача. Тако се топлота вишеструко искориштава, јер се супара из првог испаривача употребљава за загрејавање другог и тако даље, али је то могуће ако је у сваком идућем испаривачу притисак нижи од претходног, па је и врелиште раствора све ниже, или ако се термокомпресијом стално повећава температура супаре. Утрошак топлоте за загрејавање раствора може се смањити и ако се сировина предгрејава већ загрејаним продуктом који излази из испаривача. Осим за описано упаравање, којем је циљ добијање раствора веће концентрације, испаравање се примењује и ради добијања чистог растварача (на пример питке воде при одсољавању воде или десалинизацији морске воде) те као процес којим се постиже учинак хлађења у расхладним уређајима.

### Врење
Врење или кључање, у физици, је фазни прелаз из течног у гасовито агрегатно стање који се збива истодобно у целом обиму или запремини течности на температури врелишта, при притиску паре у течности који је једнак спољашњем притиску. Прелазу је својствена појава мехурића гаса у течности.

### Испаравање
Испаравање је прелажење материје из течног у гасовито агрегатно стање без врења, на температури нижој од врелишта. Иако на температури нижој од врелишта просечна кинетичка енергија молекула течности није довољна за напуштање течности, међу најбржим молекулима има оних са довољном кинетичком енергијом да се могу одвојити од површине течности и да наставе се да се крећу слободно. Испаравањем се просечна кинетичка енергија молекула у течности смањује и температура течности опада. Брзина испаравања већа је што је виша температура течности и нижи притисак изван течности.

## Зависност врелишта од притиска
Врелиште није исто код сваког притиска. Повишење притиска повећава, а смањење притиска снижава температуру врелишта. Код нормалног атмосферског притиска вода ври на 100 °C. Међутим, ако је притисак већи, вода ће врети на температури изнад 100 °C, ако је притисак мањи, вода ће врети испод 100 °C. Повишење врелишта због повећања притиска може се мерити помоћу Папиновог лонца. То је затворена посуда у којој се вода загревањем претвара у водену пару. На поклопцу се налази манометар и термометар, којима се мери притисак и температура у лонцу. Настала пара не може да изађе, и зато се у посуди повишава притисак. Посуда има сигурносни вентил. Он испушта пару кад притисак пређе одређену вредност. Мерења су показала да код притиска од 2 бара вода ври на 119 °C, а код притиска од 4 бара на 142,9 °C. Код кувања није важно да вода ври, већ је потребна висока температура. Да се храна брже припреми, може се лонац у којем се храна кува покрити тешким поклопцем, а у већим кухињама употребљава се Папинов лонац. Тај се лонац употребљава и за кување на високим планинама где вода ври испод 100 °C.

## Зависност врелишта раствора
- Раствор две материје А и Б које су релативно једнако испарљиве има тачку врелишта која у идеалном случају зависи од удела обе материје у раствору и налази се између врелишта материје А и врелишта материје Б. Због међумолекулских сила појава је често сложенија и неправилна те се назива азеотропија.
- Раствор чврсте материје у растварачу, кад чврста материја практично није испарљива, има тачку врелишта која је виша од врелишта чистог растварача. Та појава повишења врелишта користи се у методи ебулиоскопије и представља једно од колигативних својстава раствора.[14]

## Тачке кључања неких супстанци
- хелијум -268,93 °C
- кисеоник -182,97 °C
- бутан -0,5 °C
- етил алкохол 78,37 °C
- вода 100 °C
- гвожђе 2750 °C
- волфрам 5555 °C